# Tasmanipatus barretti
Tasmanipatus barretti är en klomaskart som beskrevs av Ruhberg, Mesibov, Briscoe och Tait 1991. Tasmanipatus barretti ingår i släktet Tasmanipatus och familjen Peripatopsidae. Inga underarter finns listade i Catalogue of Life.